# Landkreis Bilgoraj
Powiat Bilgoraj (niem. Landkreis Bilgoraj, Kreishauptmannschaft Bilgoraj, pol. powiat biłgorajski) – jednostka podziału administracyjnego Generalnego Gubernatorstwa w latach 1939–1944, wchodząca w skład dystryktu lubelskiego. Siedziba powiatu znajdowała się w Biłgoraju.
Po wybuchu II wojny światowej i agresji ZSRR na Polskę obszar II Rzeczypospolitej przedzieliła Linia Mołotowa. Na części terenów II RP okupowanych wojskowo przez III Rzeszę (a więc tej, która nie została anektowana bezpośrednio przez Niemców), na podstawie dekretu Adolfa Hitlera z 12 października 1939 (z mocą obowiązującą od 26 października 1939), utworzono jednostkę administracyjno-terytorialną o nazwie Generalne Gubernatorstwo. Generalne Gubernatorstwo podzielone na cztery dystrykty, a te z kolei były podzielone na powiaty, gminy zbiorowe i wsie (właściwie dawne polskie gromady).
Jednym z powiatów dystryktu lubelskiego był Landkreis Bilgoraj. Objął on początkowo następujące obszary, należące przed wojną do województw lubelskiego i lwowskiego:
- prawie cały obszar powiatu biłgorajskiego z woj. lubelskiego (oprócz wschodniego skrawka gminy Aleksandrów) – miasto Biłgoraj i gminy: Aleksandrów, Babice, Biszcza, Frampol, Goraj, Huta Krzeszowska, Kocudza, Krzeszów, Księżpol, Łukowa, Potok Górny, Puszcza Solska, Sól, Tarnogród i Wola Różaniecka,
- fragment powiatu jarosławskiego z woj. lwowskiego – części gmin Adamówka (Adamówka, Cieplice, Dobcza, Krasne, Majdan Sieniawski, Pawłowa i Słoboda) i Sieniawa (gromady Dąbrowica, Piskorowice i Rudka); z obszarów tych utworzono gminę Cieplice, jedynie Majdan Sieniawski włączono do biłgorajskiej gminy Wola Różaniecka,
- fragment powiatu lubaczowskiego z woj. lwowskiego – główna częsć gminy Dzików Stary (Cewków, Dzików Nowy, Dzików Stary, Futory[4], Moszczanica i Ułazów),
- fragment powiatu łańcuckiego z woj. lwowskiego – główna część[5] gminy Kuryłówka (gromady Brzyska Wola, Dornbach, Jastrzębiec, Kuryłówka, Ożanna, Rzuchów, i Wulka Łamana).

29 kwietnia 1940 zmieniono podział dystryktu lubelskiego znosząc Landkreis Tomaschow-Lubelski, którego obszar podzielono między Landkreis Hrubieszów i Landkreis Zamosc. Równocześnie zachodnią część Landkreis Zamosc włączono do Landkreis Bilgoraj – miasto Szczebrzeszyn oraz gminy Radecznica, Tereszpol i Zwierzyniec. Po zmianie tej Landkreis Bilgoraj obejmował 2 miasta (Biłgoraj i Szczebrzeszyn) i 21 gmin zbiorowych podzielonych na 166 wsi (gromad): Aleksandrów, Babice, Biszcza, Cieplice, Dzików Stary, Frampol, Goraj, Huta Krzeszowska, Kocudza, Krzeszów, Księżpol, Kuryłówka, Łukowa, Potok Górny, Puszcza Solska, Radecznica, Sól, Tarnogród, Tereszpol, Wola Różaniecka i Zwierzyniec.
Landkreis Bilgoraj funkcjonował do 25 lipca 1944. 22 sierpnia 1944 przywrócono powiat biłgorajski o przedwojennych granicach w nowym województwie lubelskim, natomiast południowe gminy i gromady "galicyjskie" powróciły do powiatów jarosławskiego, lubaczowskiego i łańcuckiego w resztkowym województwie lwowskim, gdzie pozostały aż do utworzenia na tym obszarze województwa rzeszowskiego z dniem 18 sierpnia 1945.

## Miejscowości
Lista największych miejscowości w Landkreis Bilgoraj w 1943 roku:
| Miejscowość        | Status | Liczba mieszkańców 1.III.1943 | Gmina            |
| ------------------ | ------ | ----------------------------- | ---------------- |
| Szczebrzeszyn      | miasto | 5091                          | Szczebrzeszyn    |
| Bilgoraj           | miasto | 4746                          | Bilgoraj         |
| Łukowa             | wieś   | 3593                          | Łukowa           |
| Aleksandrów        | wieś   | 3098                          | Aleksandrów      |
| Tarnogród          | wieś   | 3034                          | Tarnogród        |
| Cieplice           | wieś   | 2724                          | Cieplice         |
| Kocudza            | wieś   | 2629                          | Kocudza          |
| Zamch              | wieś   | 2481                          | Babice           |
| Cewków             | wieś   | 2360                          | Dzików Stary     |
| Piskorowice        | wieś   | 2300                          | Cieplice         |
| Goraj              | wieś   | 2263                          | Goraj            |
| Majdan Sieniawski  | wieś   | 2169                          | Wola Różaniecka  |
| Różaniec           | wieś   | 2165                          | Wola Różaniecka  |
| Biszcza            | wieś   | 2152                          | Biszcza          |
| Ułazów             | wieś   | 2036                          | Dzików Stary     |
| Dzików Stary       | wieś   | 1981                          | Dzików Stary     |
| Rudka              | wieś   | 1922                          | Zwierzyniec      |
| Potok Górny        | wieś   | 1736                          | Potok Górny      |
| Huta Krzeszowska   | wieś   | 1732                          | Huta Krzeszowska |
| Sól                | wieś   | 1719                          | Sól              |
| Brzyska Wola       | wieś   | 1673                          | Kuryłówka        |
| Bukowina           | wieś   | 1633                          | Biszcza          |
| Zwierzyniec        | wieś   | 1606                          | Zwierzyniec      |
| Babice             | wieś   | 1588                          | Babice           |
| Korchów            | wieś   | 1581                          | Księżpol         |
| Lipiny Górne       | wieś   | 1541                          | Potok Górny      |
| Kuryłówka          | wieś   | 1532                          | Kuryłówka        |
| Gorajec-Starawieś  | wieś   | 1504                          | Radecznica       |
| Tereszpol Zaorenda | wieś   | 1481                          | Tereszpol        |
| Dzwola             | wieś   | 1398                          | Kocudza          |
| Józefów            | wieś   | 1372                          | Aleksandrów      |
| Chmielek           | wieś   | 1354                          | Łukowa           |
| Lipiny Dolne       | wieś   | 1317                          | Potok Górny      |
| Dąbrowica          | wieś   | 1314                          | Puszcza Solska   |
| Frampol            | wieś   | 1289                          | Frampol          |
| Dzików Nowy        | wieś   | 1227                          | Dzików Stary     |
| Obsza              | wieś   | 1108                          | Babice           |
| Kulno              | wieś   | 1103                          | Potok Górny      |
| Czarnystok         | wieś   | 1101                          | Radecznica       |
| Tereszpol Kukiełki | wieś   | 1093                          | Tereszpol        |
| Bystre             | wieś   | 1090                          | Krzeszów         |
| Wola Obszańska     | wieś   | 1081                          | Babice           |
| Rakówka            | wieś   | 1054                          | Księżpol         |
| Teodorówka         | wieś   | 1048                          | Frampol          |
| Żurawnica          | wieś   | 1038                          | Zwierzyniec      |
| Korytków           | wieś   | 1033                          | Kocudza          |
| Księżpol           | wieś   | 1024                          | Księżpol         |
| Bukowa             | wieś   | 1016                          | Kocudza          |
| Krzeszów           | wieś   | 1013                          | Krzeszów         |